# James Hayter
James Hayter, född 23 april 1907 i Lonavla, Indien, död 27 mars 1983 i La Vila Joiosa, Spanien, var en brittisk skådespelare. Han filmdebuterade 1936 och verkade inom film och television fram till 1982, främst som birollsaktör.

## Filmografi, urval
- 1947 – Nicholas Nickleby
- 1947 – Oktobermannen
- 1948 – Kvartett
- 1948 – Vice Versa
- 1948 – Ögonvittnet
- 1949 – Biljett till Burgund
- 1949 – Spindeln och flugan
- 1949 – Stormigt liv
- 1950 – Ubåt saknas
- 1950 – Trio
- 1952 – Pickwickklubben
- 1952 – Robin Hood
- 1952 – Röde piraten
- 1953 – På galej i Boulogne
- 1957 – Ett fartyg har sjunkit
- 1968 – Oliver!
- 1970 – Song of Norway